# 크리스마스 공수 작전
크리스마스 공수 작전(-空輸作戰, 영어: Operation Christmas Drop)은 미합중국 공군이 1952년부터 시행해온 훈련 작전이다. 이 작전은 미국 국방부의 작전중 제일 오래 지속된 작전이며, 또한 제일 오래 지속된 인도주의적 공수작전이다. 크리스마스 공수 작전은 괌의 지역 커뮤니티에서 지원하고 있으며, 안데르센 공군 기지와 요코타 공군기지에서 작전을 시행하고 있다.

## 역사
이 작전은 1952년부터 시행되었다. 1952년 당시 괌에 있는 안데르센 공군기지의 54 기상 정찰대의 WB-29 승무원들이 미크로네시아의 카핑아마랑이 환초위를 비행할 무렵이었다. 승무원들이 환초에 사는 사람들이 손을 흔들었고, 승무원들은 재빨리 비행기에 있던 물품들을 모아, 낙하산이 달린 컨테이너에 담아 그들이 모여있는 위에 떨구곤 했다.
아그리한 섬의 첫 공수를 지켜본 이는 "우린 물건들이 비행기 뒤에서 나오는걸 보았고 전 이렇게 소리 질렀습니다: '저기 장난감들이 나오고 있어'"라고 말했다. 이때 이 섬은 주기적으로 태풍의 영향을 받고 있었으며, 전기와 수돗물이 없었을 때였다. 첫 몇몇 컨테이너는 의도대로 도착하지 못했지만, 섬주민들이 수영하여 이를 끌고왔으며, 나머지는 몇 마일 너머에서 몇달후 발견되었다.

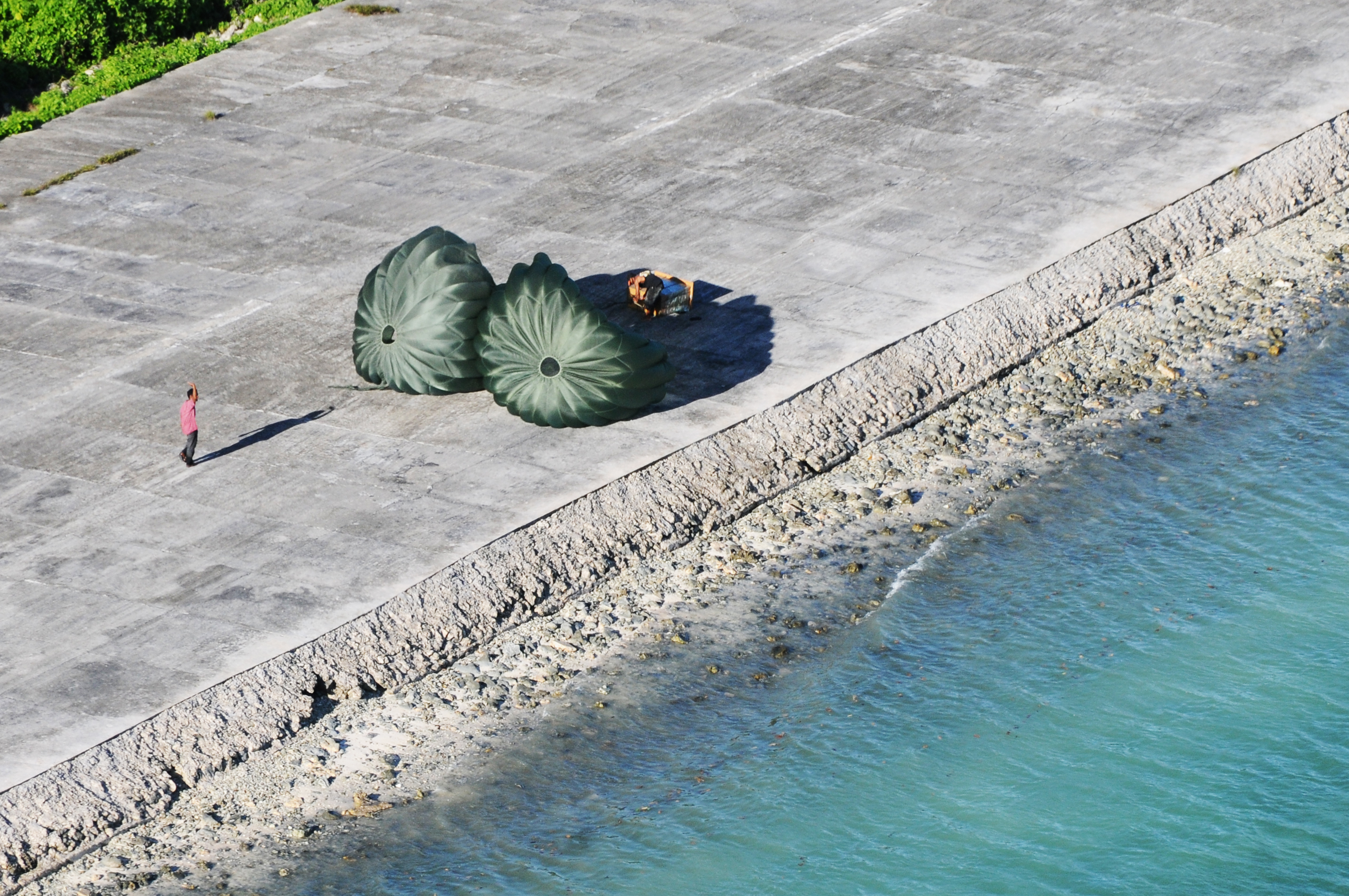
2012년 모킬 환초의 주민이 C-130 승무원이 공수한 물품을 받고 손을 흔들고 있다.

오늘날, 이 특이한 크리스마스 전통은 괌 주민들과 사업체들로부터 기부를 받아 계속 이어지고 있다. C-130이 공수하는 각각의 상자는거진 400 파운드로, 낚시 그물, 분유, 통조림, 쌀, 아이스박스, 옷가지, 신발, 장난감과 학용품들이 포함된다.
734 항공 기동 비행대와 안데르센 공군 기지의 자원봉사자들과 더불어 일본의 요코타 공군기지의 36 공수 비행대가 이 작전에 참여하고 있다. 괌 커뮤니티 또한 이 작전을 돕고 있다.
2015년부터 항공자위대와 왕립 오스트레일리아 공군이 미합중국 공군과 합동으로 작전을 진행하였다. 일본과 호주는 각각 한대의 C-130을 지원하여 3대의 미군 C-130에 합류하였다.

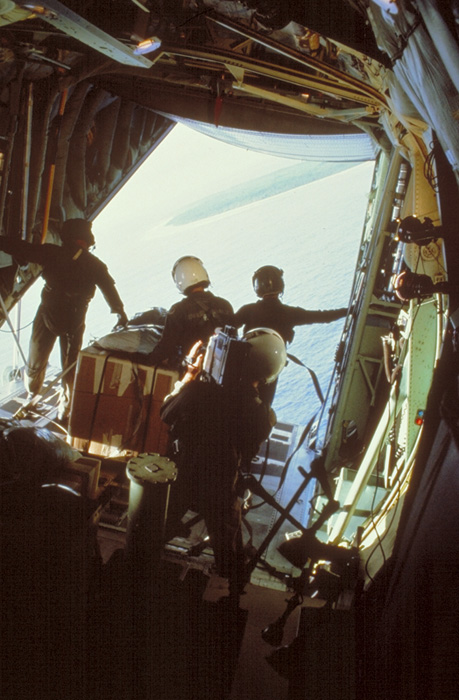
1986년 괌에서 출발한 54 기상 정찰대의 WC-130이 공수 장소를 돌고 있을 때의 사진

## 같이 보기
- NORAD 산타 추적